# Осрик (король Нортумбрии)
Осрик (англ. Osric; умер 9 мая 729) — король Нортумбрии в 718—729 годах из династии Идингов.

## Биография
Скорее всего, Осрик был младшим сыном Элдфрита и братом Осреда I, но, возможно, он мог быть его сводным или даже двоюродным братом.
В 716 году Коэнред и Осрик, видя, как презирают и ненавидят Осреда I его подданные, с помощью духовенства составили против него заговор. Коэнред возглавил это восстание. Мятежники так усилились, что пошли против короля войной, на которой тот и был убит. Как главный зачинщик бунта Коэнред занял престол после смерти Осреда I. Однако он умер на втором году правления, не успев сделать ничего, что могло бы запомниться. Осрик как ближайший сподвижник Коэнреда занял престол после его смерти. Он умер после одиннадцати лет правления, также не успев сделать чего-нибудь запоминающегося. По утверждению Вильяма Мальмсберийского, Осрик избрал своим наследником брата Коэнреда Кеолвулфа.